# Pedro Silva y Tenorio
Pedro Silva y Tenorio, OP (falecido em 1479) foi um prelado católico romano que serviu como Bispo de Badajoz (1461-1479), Bispo de Ourense (1447-1461), e Bispo de Lugo (1445-1447).

## Biografia
Pedro Silva y Tenorio foi ordenado sacerdote na Ordem dos Pregadores. Em 1445, foi nomeado Bispo de Lugo pelo Papa Eugênio IV. Em 1447, foi nomeado Bispo de Ourense pelo Papa Nicolau V. No dia 19 de outubro de 1461, foi nomeado Bispo de Badajoz pelo Papa Pio II. Serviu como Bispo de Badajoz até à sua morte no dia 20 de janeiro de 1479.